# Eurypeplella pteridaula
Eurypeplella pteridaula là một loài bướm đêm thuộc phân họ Arctiinae, họ Erebidae.